# Phonochorion artvinensis
Phonochorion artvinensis är en insektsart som beskrevs av Bei-bienko 1954. Phonochorion artvinensis ingår i släktet Phonochorion och familjen vårtbitare. Inga underarter finns listade i Catalogue of Life.